# Општина Мовилени (Галац)
Мовилени (рум. Movileni) општина је у Румунији у округу Галац.
Oпштина се налази на надморској висини од 52 m.